# الساحل (تونس)

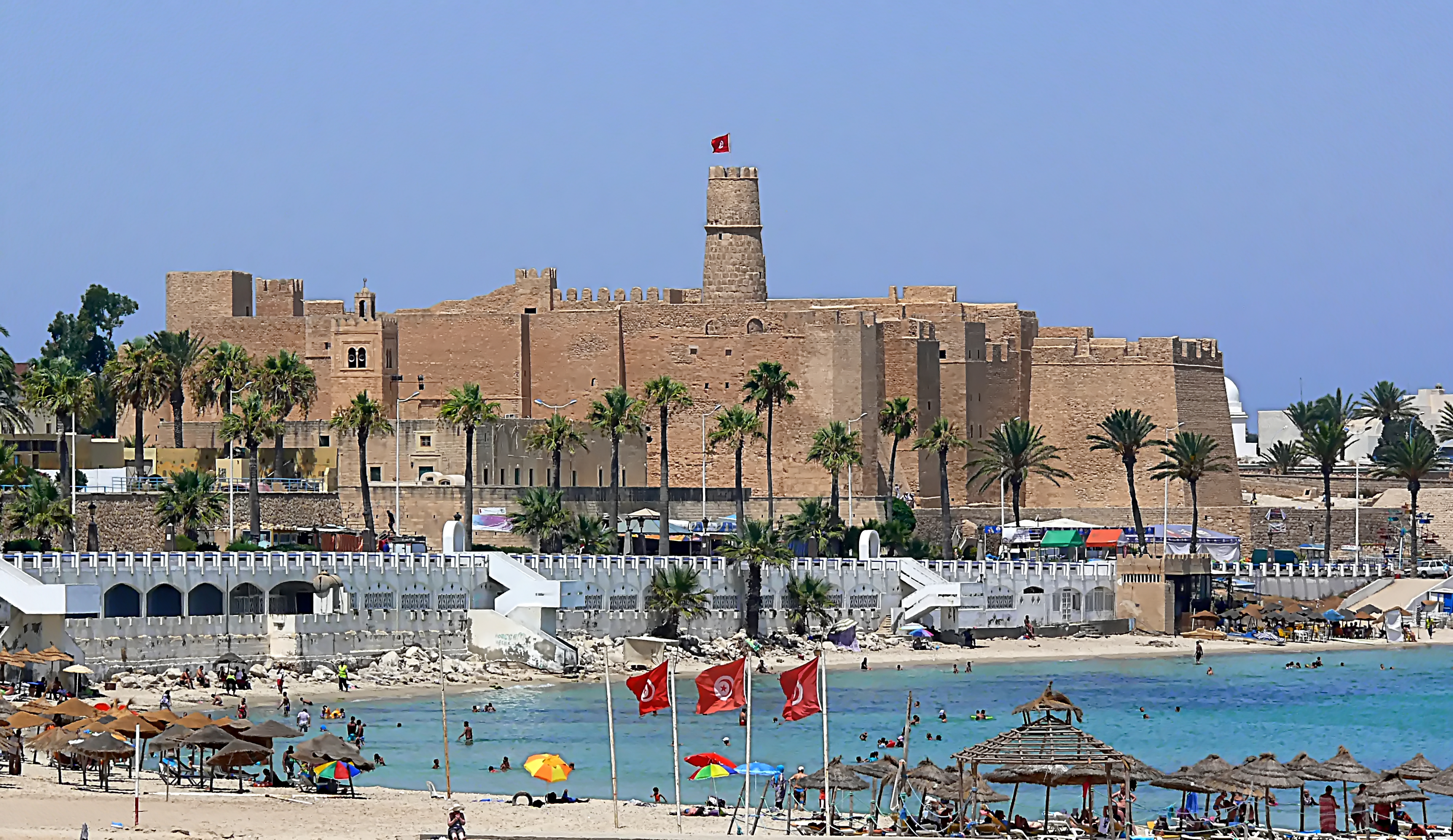
رباط المنستير.

منطقة الساحل بتونس هي منطقة ساحلية تقع في الوسط الشرقي للجمهورية التونسية ،  وتمتد من جنوب خليج الحمامات إلى شمال خليج قابس، وتضم ثلاثة ولايات هي ولاية سوسة وولاية المنستير وولاية المهدية. من أهم مدن منطقة الساحل نجد مدن سوسة والمنستير والمهدية وحمام سوسة ومساكن والمكنين وجمال.
يعتمد اقتصادها على السياحة بشكل خاص فسوسة والمنستير ومرسى القنطاوي والمهدية من أهم المدن السياحية بتونس. تأوي المنطقة مطار الحبيب بورقيبة الدولي ثاني أكبر مطارات تونس ومطار النفيضة الحمامات الدولي. يقطن المنطقة أكثر من مليون وأربع مائة ألف نسمة. يطلق على الأشخاص أصيلي هذه المنطقة اسم «السواحلية».